# 寿元桥
寿元桥位于中国江西省德兴市张村乡界田村的长乐河上，于2006年被列为江西省文物保护单位。
寿元桥于明万历二十二年（1594年）建成，为四墩五拱石桥，长75.1米，宽6.8米，高6.6米。